# ADVA Rede Óptica
ADVA Rede Óptica SE é uma organização Europeia de fornecimento de telecomunicações, que fornece equipamento de rede, de dados, de armazenamento, de voz, vídeo e serviços. A Rede Óptica tem uma força de trabalho global de mais de 1700 funcionários e o seu Serviço de Fibra de Plataforma (FSP) foi implantado em mais de 250 operadoras e 10 000 empresas.